# Kravany (powiat Poprad)
Kravany (do 1948 r. Kraviany; niem. Kuhschwanz; węg. Erzsébetháza, do 1907 r. Kravján) – wieś (obec) na Słowacji położona w kraju preszowskim, w okręgu Poprad. Miejscowość położona jest w Kotlinie Hornadzkiej nad rzeką Hornad. Pierwsze wzmianki o miejscowości pochodzą z roku 1317.
Według danych z dnia 31 grudnia 2010, wieś zamieszkiwały 842 osoby, w tym 403 kobiety i 439 mężczyzn.
W 2001 roku rozkład populacji względem narodowości i przynależności etnicznej oraz religijnej wyglądał następująco:
- Słowacy – 96,21%
- Romowie – 2,81%
- Czesi – 0,49%
- Niemcy – 0,24%
- Węgrzy – 0,12%

- katolicy – 97,80%
- ewangelicy – 0,24%
- grekokatolicy – 0,12%
- inni – 0,12%
- niewierzący – 0,86%
- przynależność niesprecyzowana – 0,86%